# Koen Brack
Paul Koen Brack (* 13. Oktober 1981 in Deventer) ist ein niederländischer Fußballspieler.

## Karriere
Brack begann seine Karriere bei den Go Ahead Eagles Deventer. Im Februar 2000 debütierte er gegen ADO Den Haag für die Profis der Go Ahead Eagles in der Eerste Divisie. In fünf Spielzeiten in der Zweitligamannschaft kam er zu 92 Einsätzen, in denen er sieben Tore erzielte. Zur Saison 2004/05 wechselte er zum Ligakonkurrenten SC Cambuur. Für Cambuur absolvierte er in zwei Zweitligaspielzeiten 67 Spiele und erzielte 14 Treffer.
Zur Saison 2006/07 wechselte Brack nach Österreich zum Zweitligisten FC Kärnten. Für die Kärntner kam er zu 18 Einsätzen in der zweiten Liga. Nach einem halben Jahr im Ausland kehrte er in der Winterpause wieder zu Cambuur zurück. In zweieinhalb Saisonen absolvierte er erneut 67 Spiele für den Verein und erzielte weitere acht Tore.
Zur Saison 2009/10 wechselte Brack ein zweites Mal ins Ausland, diesmal nach Italien zur unterklassigen Atessa Val di Sangro SSD. Nach zwei Spielzeiten bei Val di Sangro schloss er sich im Sommer 2011 Vigor Trani an. Zwischen 2012 und 2014 war er für die ASD Sulmona Calcio aktiv. Zur Saison 2014/15 wechselte er zur ASD San Cesareo Calcio. Für San Cesareo kam er zu 31 Einsätzen in der Serie D. Zwischen 2015 und 2017 kam er zu 61 Einsätzen in der vierthöchsten italienischen Spielklasse für Arzachena Costa Smeralda. Zur Saison 2017/18 wechselte er zur ASD Olimpia Colligiana. Für Colligiana kam er zu zwölf Einsätzen in der Serie D.
Im Dezember 2017 schloss Brack sich der ASD Lanusei Calcio. Für Lanusei spielte er neun Mal. Zur Saison 2018/19 wechselte er zur ASD Cassino Calcio 1924. Nach acht Einsätzen für Cassino wechselte er im Dezember 2018 zur unterklassigen ASD GC Sora. Zur Saison 2019/20 wechselte er zur SS Maceratese.